# 格氏美鮭脂鯉
格氏美鮭脂鯉，為輻鰭魚綱脂鯉目脂鯉亞目頂器脂鯉科的其一種，分布於南美洲奧里諾科河、黑河流域，體長可達1.9公分，棲息在底中層水域，生活習性不明。